# Crotta (Müglitztal)
Crotta ist ein Ortsteil der Gemeinde Müglitztal im Landkreis Sächsische Schweiz-Osterzgebirge, Sachsen.

## Geographie
Crotta liegt im Norden der Gemeinde Müglitztal. Es befindet sich auf einer Hochfläche orografisch links und 100 Höhenmeter über dem Tal der Müglitz südöstlich von Dresden. Crotta liegt in einem Seitentälchen der Müglitz, das in der Ortslage noch relativ flach ist und sich unmittelbar östlich von Crotta tief ins Gelände eingräbt. Die dortigen Steilhänge sind bewaldet. Crotta ist ein kleiner, lockerer Rundling mit etwa zehn Gebäuden. Die Blockflur um den Ort hatte 1842 eine Fläche von etwa 89 Hektar. Im Südosten reicht sie bis ins Müglitztal hinab und im Norden bis zum Spargrundbach.
Benachbarte Müglitztaler Ortsteile sind Schmorsdorf im Westen, Mühlbach im Süden, Burkhardswalde auf der anderen Seite des Müglitztals im Osten sowie Falkenhain im Nordosten. Nächstgelegene Orte in nördlicher bzw. nordöstlicher Richtung sind die Dohnaer Stadtteile Sürßen und Tronitz. An Crotta, das als Sackgasse erreichbar ist, führt die Straße von Weesenstein nach Maxen vorbei. Die Adresse aller Häuser lautet wegen der geringen Größe des Ortes schlicht Crotta, ergänzt durch die jeweilige Hausnummer. Der Reisedienst Dreßler stellt mit seiner Buslinie 202 eine ÖPNV-Verbindung von Crotta nach Heidenau, Dohna, Mühlbach und Maxen her. Im Müglitztal verlaufen am Rand der Crottaer Flur die Müglitztalstraße sowie die Müglitztalbahn, die dort am Haltepunkt Burkhardswalde-Maxen Station macht.

## Geschichte

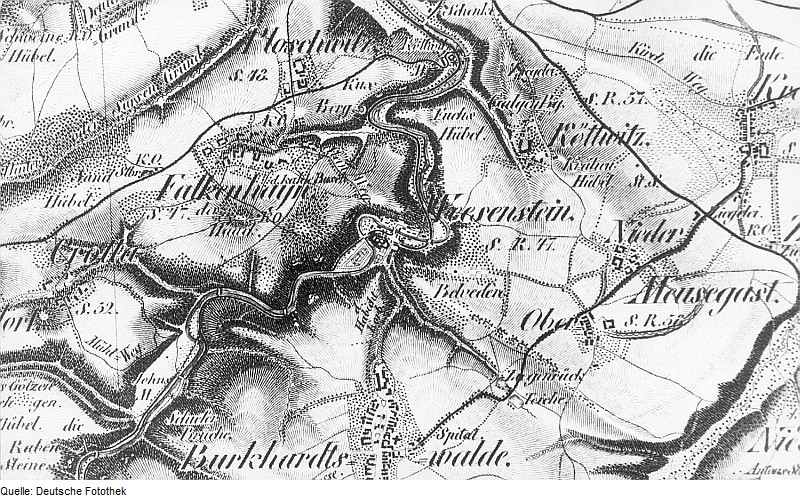
Crotta auf einer Karte aus dem 19. Jahrhundert

Die dem Ortsnamen zugrundeliegende altsorbische Urform lautete wohl *Krotov- und geht zurück auf *Krot-, den Vornamen eines slawischen Lokators. Dieser Personenname leitet sich wiederum ab von den slawischen Wörtern für „kurz“, „Maulwurf“ oder „sanft, bescheiden“. Erstmals erwähnt wurde der Ortsname 1408 als „Crottauw“. Im 15. Jahrhundert war eine Vielzahl weiterer Schreibweisen in Gebrauch, darunter „Crottaw“, „Crettow“, „Krotthaw“ und „Krote“. Im Jahre 1548 ist „Krotta“ belegt, 1791 fanden die Formen „Crotta“ und „Crotte“ Verwendung.
Eingepfarrt war Crotta zunächst nach Dohna in die Marienkirche und seit dem 16. Jahrhundert nach Maxen. Die Besitzer des Maxener Ritterguts übten außerdem die Grundherrschaft in Crotta aus. So unterstand es Mitte des 16. Jahrhunderts der Anna von Karras zu Maxen. Die Verwaltung Crottas oblag jahrhundertelang dem Amt Pirna und 1856 dann dem Gerichtsamt Pirna. Auf Grundlage der Landgemeindeordnung von 1838 erlangte Crotta Selbstständigkeit als Landgemeinde, verlor diese aber bereits 1856 wieder, als es Ortsteil von Schmorsdorf wurde. Somit gehörte es um 1900 zur Amtshauptmannschaft Pirna, in der Zeit der DDR dann zum Kreis Pirna. Als Teil Schmorsdorfs kam Crotta 1973 durch Eingemeindung zu Maxen, das 1994 mit anderen Gemeinden zu Müglitztal fusionierte.

## Einwohnerentwicklung
| Jahr | Einwohner                   |
| ---- | --------------------------- |
| 1764 | 4 besessene Mann, 2 Gärtner |
| 1834 | 35                          |
| 1871 | 39                          |
| 1890 | 30                          |
| 1910 | siehe Schmorsdorf           |